# Chemins de fer sur routes d'Algérie

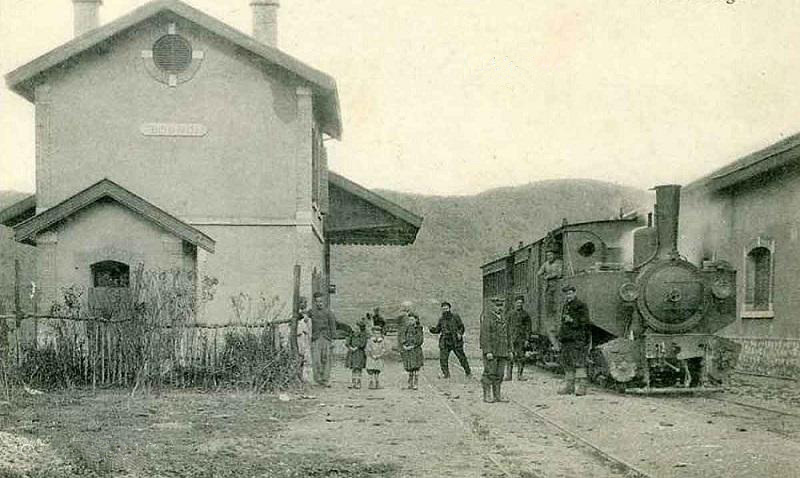
Un train en gare de Boghni.

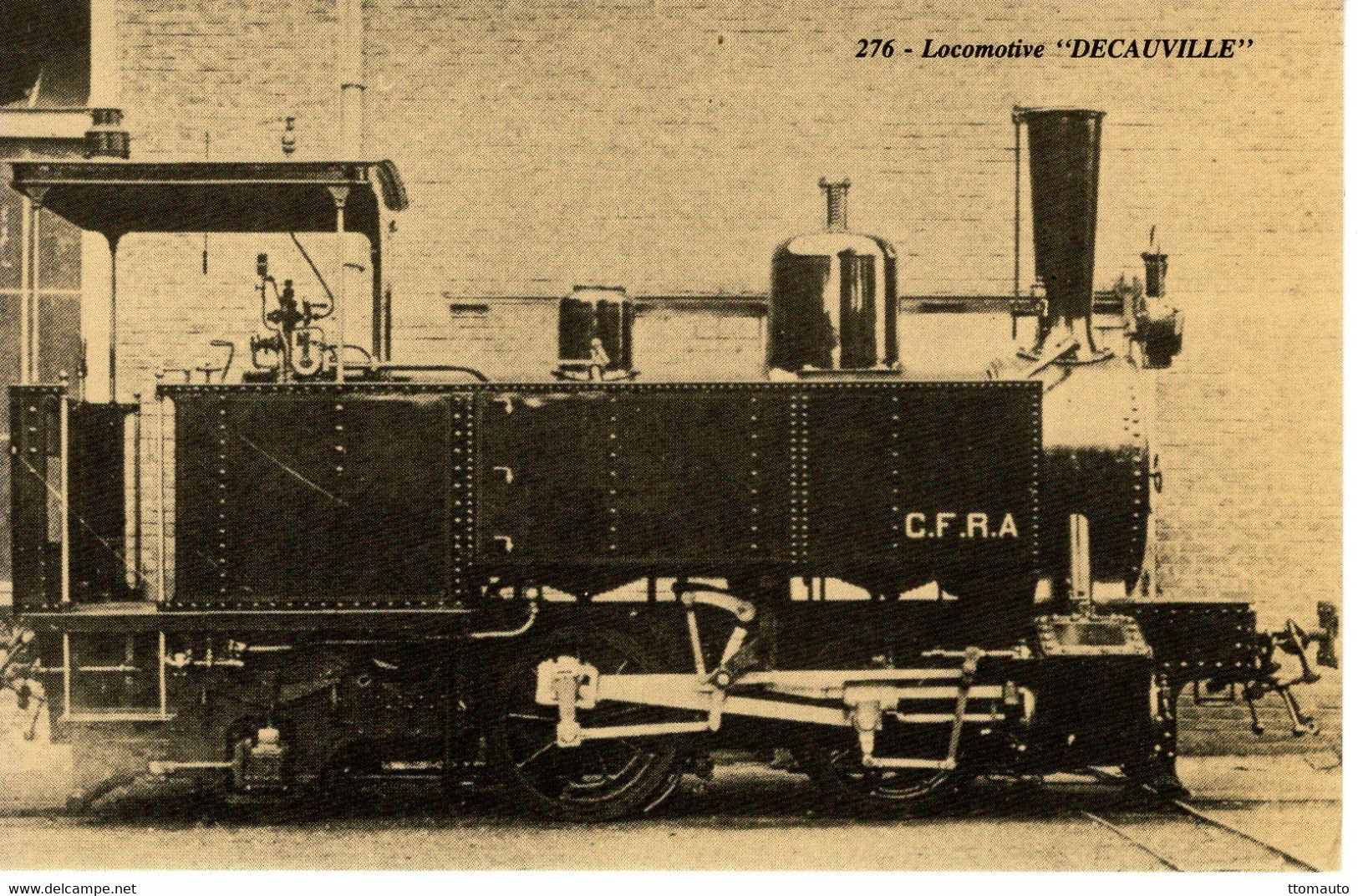
Locomotive de type 021T.

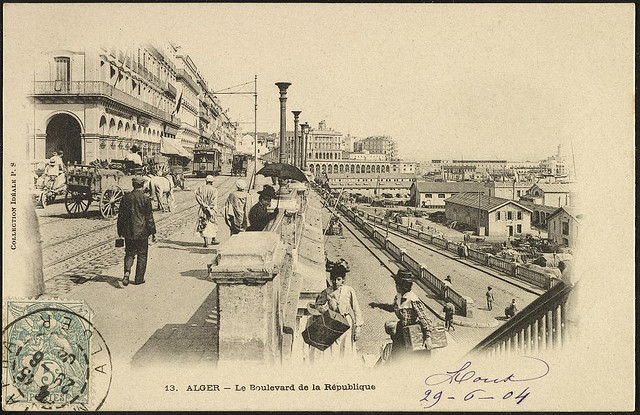
Un tramway électrique de la compagnie CFRA sur le boulevard de la République

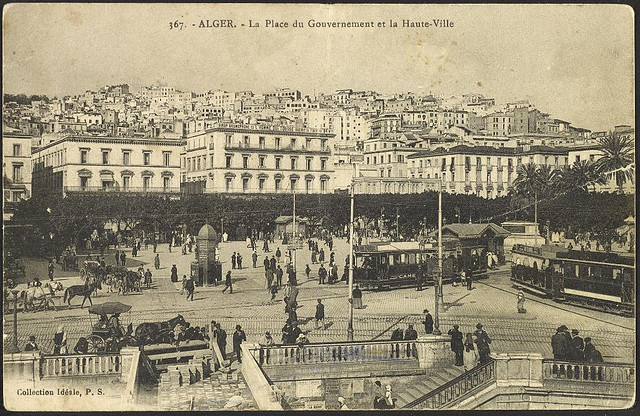
Tramways CFRA place du Gouvernement

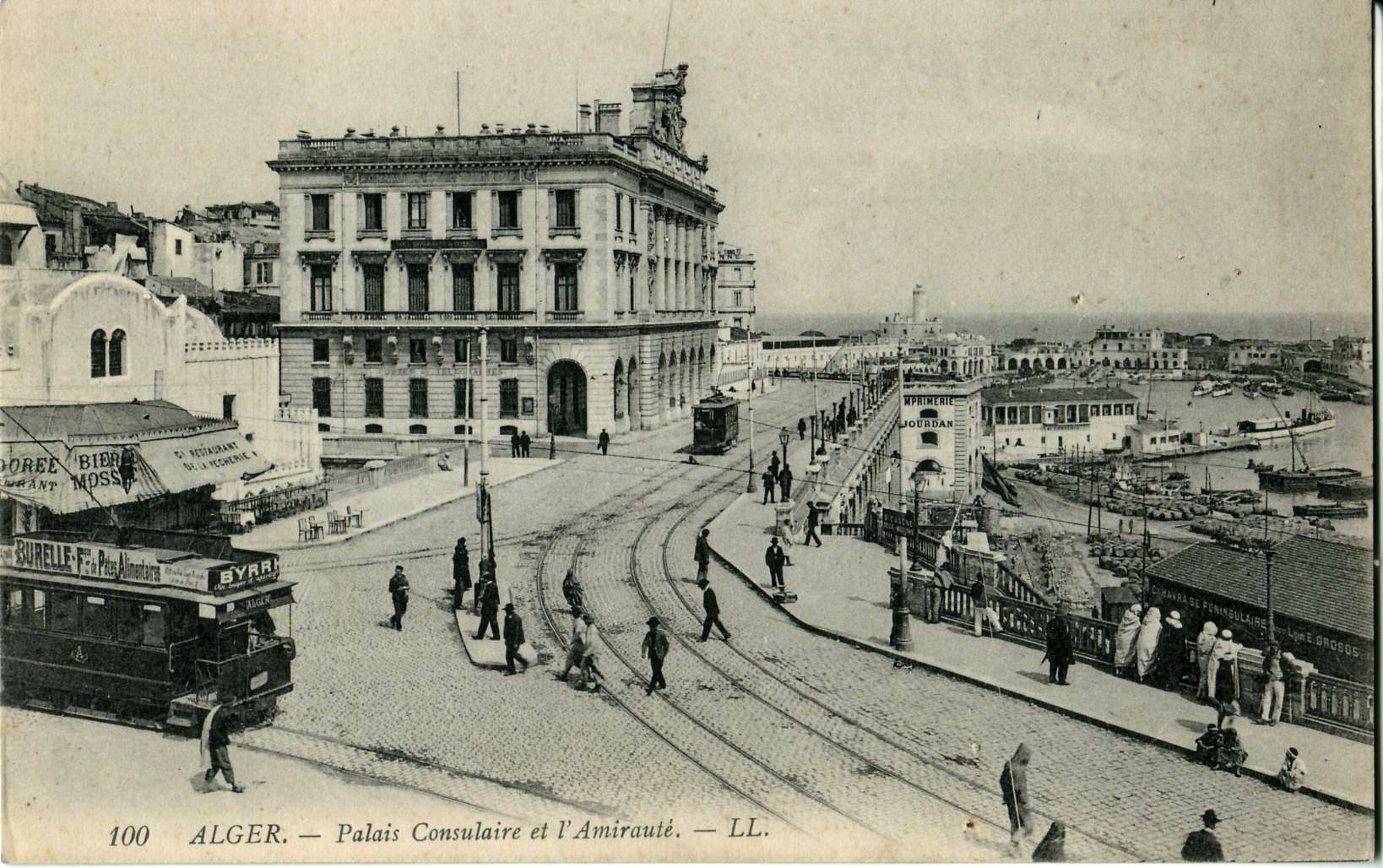
Tramway CFRA devant le Palais Consulaire et l'Amirauté

La Société des Chemins de fer sur route d'Algérie (CFRA) a exploité un réseau de chemins à voie étroite (1 055 mm) en Algérie, entre 1894 et 1935, dans le département d'Alger.
La Société CFRA se substitue à M. Edmond Caze, le 20 juillet 1894. Ce dernier a obtenu la concession de quatre lignes autour d'Alger. Ces lignes sont déclarées d'utilité publique le 16 janvier 1892 et constituent le premier réseau. Un second réseau comprenant trois lignes et un prolongement est déclaré d'utilité publique le 19 septembre 1905.

## Les lignes
Premier réseau :
- El Affroun - Marengo, (19,2 km), ouverture le 21 septembre 1894, (ligne isolée), convertie à l'écartement normal par le PLM le 4 octobre 1931[4]
- Alger (Saint Eugène) - Maison-Carrée, (11,6 km)[5]
- Mustapha (Champ de manœuvre) — Le Ruisseau, (6 km) (embranchement)[6]
- Mustapha (Champ de manœuvre) — Port d'Alger, (embranchement)
- Maison-Carrée - Rovigo, (25,6 km), ouverture le 16 octobre 1898, fermeture le 31 décembre 1934,
- Alger (place du Gouvernement) — Tunnel - Les Deux Moulins (Saint-Eugène), (9,2 km), ouverture en 1900, fermeture en octobre 1935,
- Les Deux Moulins (Saint-Eugène) - Mazafran - Koléa, (41 km), ouverture le 4 décembre 1900, fermeture  en octobre 1935,
- Mazafran -  Castiglione, (embranchement), (11,8 km), ouverture le 1er avril 1903, fermeture en 1935[7]
- Dellys - Boghni[8], (67,2 km), ouverture le 28 décembre 1900 (ligne isolée), fermeture en 1949.

Deuxième réseau :
- Maison-Carrée - Aïn Taya, (embranchement), (20 km), ouverture  le 27 janvier 1909[9],
- Orléansville - Ténès, (ligne isolée), (56,4 km), ouverture le 1er avril 1910[10], fermeture  en 1949[10]
- Ténès ville, Ténès port, ouverture le 1er avril 1910, fermeture  en 1949,
- Marengo - Cherchell, (prolongement), (28,9 km), ouverture le 14 juillet 1909, fermeture en 1950
- Bouïra - Aumale, (ligne isolée), (42,5 km), ouverture en 1927, fermeture  en 1933

## Évolution du réseau
La ligne côtière allant des Deux Moulins à Alger (Saint-Eugène), la place du Gouvernement, Mustapha et Maison-Carrée ainsi que l'embranchement du Ruisseau sont transformés en tramway urbain. La voie est doublée sur le tracé et la ligne est électrifiée (convention du 11 juin 1900 entre le préfet du département d'Alger et la société CFRA). Les travaux d'électrification sont assurés par une société belge Électricité et Hydraulique
Le réseau est réorganisé en 1926 :
Les lignes rurales sont attribuées à deux grandes compagnies
- La Compagnie des chemins de fer algériens de l'État
- Le PLM

Les lignes urbaines d'Alger restent exploitées par les CFRA